# Índice de respuesta humanitaria
El índice de respuesta humanitaria (HRI por sus siglas en inglés), de la organización DARA, es el primer mecanismo de medición de la actuación individual de los donantes humanitarios que se realiza en el mundo. El HRI se centra en los miembros del Comité de Ayuda al Desarrollo (CAD) de la Organización para la Cooperación y el Desarrollo Económico (OCDE), (Alemania, Australia, Austria, Bélgica, Canadá, Dinamarca, España, Estados Unidos, Finlandia, Francia, Grecia, Irlanda, Italia, Japón, Luxemburgo, Nueva Zelanda, Noruega, Países Bajos, Portugal, Suecia, Suiza, Reino Unido y la Comisión Europea), contrastando su actuación con lo establecido en los Principios de Buena Donación Humanitaria (GHD, en sus siglas en inglés), definidos y aprobados por los propios donantes, en 2003. Al ser un informe anual, permitirá realizar análisis detallados sobre la evolución de las respuestas humanitarias, los compromisos de los donantes y los desafíos persistentes.

## Contexto
En las últimas décadas, como resultado del creciente número de desastres naturales y conflictos, la acción humanitaria se ha incrementado significativamente convirtiéndose, de este modo, en un componente cada vez más importante de la ayuda internacional. La complejidad de este contexto demanda nuevos instrumentos que mejoren la eficacia de la acción de los donantes y del sistema de respuesta como un todo. DARA se compromete a contribuir a esta mejora por medio del índice de respuesta humanitaria (HRI), una herramienta práctica que contribuye al cumplimiento efectivo de los principios de Buena Donación Humanitaria y, por tanto, a la mejora de la ayuda que se ofrece as las poblaciones afectadas por las crisis humanitarias. 

## Objetivos
El propósito de este proyecto es reducir la vulnerabilidad de las poblaciones ante los desastres naturales y conflictos y, de acuerdo con el objetivo de la acción humanitaria, salvar vidas, aliviar el sufrimiento y mantener la dignidad humana. El HRI apoya a los donantes en la implementación de los Principios de la GHD. Más específicamente, el HRI trata de: 
- Llamar la atención sobre la Buena Donación Humanitaria.
- Ayudar a los donantes a comprender mejor sus fortalezas y debilidades.
- Desarrollar una herramienta que permita medir la actuación de los donantes humanitarios.
- Ayudar a los donantes a incrementar el nivel de transparencia y de rendición de cuentas.
- Promover un diálogo sobre cómo poner en práctica una mejor respuesta humanitaria.

Al incidir sobre los donantes, el HRI actúa sobre uno de los eslabones de la respuesta humanitaria; una pieza con una influencia notable en el resto de la cadena. Los donantes son actores con una capacidad enorme para impulsar mejoras e influir en el conjunto del sistema; pueden ejercer presión para que las respuestas humanitarias sean más eficaces, pertinentes y coherentes con las necesidades reales de las víctimas de las crisis.

## Metodología
Si bien, el HRI es una iniciativa de DARA, financiada con sus propios recursos, la metodología diseñada para su elaboración implica la participación de multitud de actores del ámbito humanitario (Gobiernos, ONG, agencias de Naciones Unidas, expertos, etc.) que aportan datos, opiniones y experiencias que permiten ofrecer un análisis completo de la ayuda humanitaria internacional.
El HRI utiliza datos cualitativos y cuantitativos. Por un lado, se han consultado diversas fuentes de información cuantitativa de referencia en el ámbito de la actuación humanitaria, tales como las bases de datos del CAD, el FTS (Financial Tracking Service) de OCHA, el sistema de puntuación de ECHO (Oficina Humanitaria de la Comunidad Europea) o bases de datos de relevancia, e información publicada por los donantes. 
Los datos cualitativos provienen de entrevistas estructuradas a través de diferentes cuestionarios cumplimentados por profesionales de la acción humanitaria. El primero de estos cuestionarios fue completado por más de 800 miembros de agencias implementadoras presentes en las ocho crisis estudiadas por el Índice de 2007: Colombia, Haití, Líbano, Níger, Pakistán, República Democrática del Congo, Sudán y Timor Oriental. El segundo fue respondido por las sedes de las organizaciones implementadoras que canalizaron sus fondos hacia esas crisis. Por último, se presentó un cuestionario a todos los países donantes analizados y se entrevistó en persona a 20 de los 23 miembros del CAD para obtener información no disponible en otros medios, así como para validar los datos cuantitativos de las fuentes de información de referencia.
Formulación y estructura del Índice
Para la construcción del Índice se establecieron cinco categorías en las que situar los distintos Principios de Buena Donación Humanitaria. Estas categorías fueron construidas con 32 indicadores cualitativos y 25 cuantitativos (resultado de los cuestionarios y de las consultas de fuentes de referencia). Posteriormente, se determinó el peso de cada uno de los indicadores en las categorías y de cada una de las categorías en el Índice. 
Las categorías establecidas y su peso en el Índice son las siguientes:
1. Respuesta a las necesidades humanitarias (30%)
2. Integración de ayuda y desarrollo (20%)
3. Trabajo con socios humanitarios (20%)
4. Implementación de principios rectores internacionales (15%)
5. Promoción de aprendizaje y rendición de cuentas (15%)
La puntuación obtenida por cada uno de los donantes se establece sobre un máximo de 7.

## HRI 2007 - Resultados
| #  | Donante          | Puntuación |
| -- | ---------------- | ---------- |
| 1  | Suecia           | 5, 37      |
| 2  | Noruega          | 5, 13      |
| 3  | Dinamarca        | 5, 01      |
| 4  | Holanda          | 5, 01      |
| 5  | Comisión Europea | 4, 91      |
| 6  | Irlanda          | 4, 86      |
| 7  | Canadá           | 4, 80      |
| 8  | Nueva Zelanda    | 4, 80      |
| 9  | Reino Unido      | 4, 76      |
| 10 | Suiza            | 4, 68      |
| 11 | Finlandia        | 4, 58      |
| 12 | Luxemburgo       | 4, 51      |
| 13 | Alemania         | 4, 45      |
| 14 | Australia        | 4, 44      |
| 15 | Bélgica          | 4, 42      |
| 16 | Estados Unidos   | 4, 39      |
| 17 | España           | 4, 29      |
| 18 | Japón            | 4, 19      |
| 19 | Francia          | 4, 06      |
| 20 | Austria          | 4, 01      |
| 21 | Portugal         | 3, 95      |
| 22 | Italia           | 3, 87      |
| 23 | Grecia           | 3, 17      |

- Puntuación sobre un máximo de 7.